# Lulo Rose
Lulo Rose là một viên kim cương hồng nặng 170 carat được phát hiện tại mỏ Lulo của Angola. Viên kim cương này được cho là viên kim cương hồng lớn nhất trong 300 năm qua.

## Phát hiện
Ngày 26 tháng 7 năm 2022, công ty khai thác kim cương Lucapa Diamond Company cho biết đã khai thác được viên kim cương hồng trên nặng 170 carat, và được đặt tên là "Lulo Rose". Viên kim cương đã được tìm thấy tại khu mỏ Lulo của Angola. Đây là kim cương loại IIa, một trong những dạng đá tự nhiên hiếm và tinh khiết nhất.
Chủ sở hữu của mỏ Lulo đã cho biết viên kim cương này được gọi là “Lulo Rose” vì nó được tìm thấy tại mỏ kim cương phù sa Lulo ở vùng Lunda Norte giàu kim cương của Angola. Giám đốc điều hành của công ty Lucapa, Stephen Wetherall cho biết rằng: “Chỉ có một trong số 10.000 viên kim cương có màu hồng. Vì vậy, bạn chắc chắn đang xem một bài báo rất hiếm khi tìm thấy một viên kim cương màu hồng rất lớn”.
Kim cương hồng nằm trong một danh mục con được gọi là kim cương màu. Chưa có lời giải thích rõ ràng vì sao những viên kim cương này lại có màu hồng, nhưng cách giải thích phổ biến là do áp suất cắt trong quá trình hình thành.

## Xử lý
Viên kim cương "Lulo Rose" được cho là viên kim cương hồng lớn nhất trong 300 năm qua. "Lulo Rose" sẽ phải trải qua quy trình cắt và đánh bóng nhưng sau quá trình như vậy, trọng lượng viên kim cương này có thể giảm một nửa, song giá trị vẫn được giữ nguyên. Viên kim cương hồng này được cho là có giá trị cao khi bán đấu giá. “Lulo Rose” sẽ được Sodiam - công ty marketing kim cương của nhà nước Angola đưa ra đấu giá.
Chính phủ Angola, đối tác của mỏ kim cương đã hoan nghênh sự phát hiện về viên kim cương loại này. Bộ trưởng Tài nguyên Khoáng sản Angola Diamantino Azevedo cho biết: "Viên kim cương hồng ngoạn mục được khai thác được từ mỏ Lulo cho thấy Angola đóng vai trò quan trọng trên trường thế giới".